# داء متأخرات الخصية
داءُ  مُتَأَخِّراتِ الخُصْيَة (Opisthorchiasis)  هو دّاء يسببه دود متأخر الخصية وهو ناتج عن أَكْل السمكِ النيئ أَو المطبوخِ بشكل غير كافي والمصاب بالطفيليات.